# Дуга Пољана (Сјеница)
Дуга Пољана је насеље у Србији у општини Сјеница у Златиборском округу. Према попису из 2022. било је 487 становника (према попису из 1991. било је 685 становника).
Овде се налази ОШ „Др Џевад Љајић”.
Дугопољски крај припада југо-западном делу Србије између две веће морфолошке целине: висоравни Пештер и планина Голија и Нинаја. Оснивање Дуге Пољане према досадашњим подацима датира у периоду 7. и 8. века. Први писани документ у којем се помиње Дуга Пољана јесте повеља Уроша I, који је владао 1243—1276. године.
Некада општина, данас је центар месне заједнице у чијем саставу су села : Житниће, Камешница, Дражевиће, Жабрен, Шаре, Милиће, Црчево, Брњица и засеоци Љутаје, Петрово Поље, Петине, Забрђе, Лазине и Пријеке Њиве.

## Демографија
У насељу Дуга Пољана живи 445 пунолетних становника, а просечна старост становништва износи 36,4 година (35,6 код мушкараца и 37,1 код жена). У насељу има 171 домаћинство, а просечан број чланова по домаћинству је 3,47.
Ово насеље је великим делом насељено Бошњацима (према попису из 2002. године), а у последња три пописа, примећен је пад у броју становника.
|  |

| Демографија | Демографија | Демографија |
| Година      | Становника  | Становника  |
| ----------- | ----------- | ----------- |
| 1948.       | 731         |             |
| 1953.       | 673         |             |
| 1961.       | 725         |             |
| 1971.       | 796         |             |
| 1981.       | 777         |             |
| 1991.       | 685         | 677         |
| 2002.       | 594         | 780         |

| Етнички састав према попису из 2002.‍ | Етнички састав према попису из 2002.‍ | Етнички састав према попису из 2002.‍ | Етнички састав према попису из 2002.‍ | Етнички састав према попису из 2002.‍ |
| ------------------------------------ | ------------------------------------ | ------------------------------------ | ------------------------------------ | ------------------------------------ |
|                                      |                                      |                                      |                                      |                                      |
| Бошњаци                              | Бошњаци                              |                                      | 573                                  | 96,46%                               |
| Срби                                 | Срби                                 |                                      | 11                                   | 1,85%                                |
| Муслимани                            | Муслимани                            |                                      | 3                                    | 0,50%                                |
| Бугари                               | Бугари                               |                                      | 3                                    | 0,50%                                |
| Југословени                          | Југословени                          |                                      | 3                                    | 0,50%                                |
| непознато                            | непознато                            |                                      | 1                                    | 0,16%                                |

| Година пописа     | 1948. | 1953. | 1961. | 1971. | 1981. | 1991. | 2002. |
| ----------------- | ----- | ----- | ----- | ----- | ----- | ----- | ----- |
| Број домаћинстава | 137   | 122   | 146   | 160   | 152   | 147   | 171   |

| Број чланова      | 1  | 2  | 3  | 4  | 5  | 6  | 7 | 8 | 9 | 10 и више | Просек |
| ----------------- | -- | -- | -- | -- | -- | -- | - | - | - | --------- | ------ |
| Број домаћинстава | 19 | 38 | 34 | 27 | 36 | 15 | 1 | 0 | 0 | 1         | 3,47   |

| Пол    | Укупно | Неожењен/Неудата | Ожењен/Удата | Удовац/Удовица | Разведен/Разведена | Непознато |
| ------ | ------ | ---------------- | ------------ | -------------- | ------------------ | --------- |
| Мушки  | 217    | 77               | 130          | 5              | 4                  | 1         |
| Женски | 258    | 79               | 138          | 36             | 5                  | 0         |
| УКУПНО | 475    | 156              | 268          | 41             | 9                  | 1         |

| Пол    | Укупно                    | Пољопривреда, лов и шумарство | Рибарство                            | Вађење руде и камена | Прерађивачка индустрија       |
| ------ | ------------------------- | ----------------------------- | ------------------------------------ | -------------------- | ----------------------------- |
| Мушки  | 84                        | 16                            | 0                                    | 1                    | 5                             |
| Женски | 79                        | 14                            | 0                                    | 0                    | 51                            |
| УКУПНО | 163                       | 30                            | 0                                    | 1                    | 56                            |
| Пол    | Производња и снабдевање   | Грађевинарство                | Трговина                             | Хотели и ресторани   | Саобраћај, складиштење и везе |
| Мушки  | 4                         | 16                            | 9                                    | 6                    | 7                             |
| Женски | 0                         | 0                             | 1                                    | 0                    | 0                             |
| УКУПНО | 4                         | 16                            | 10                                   | 6                    | 7                             |
| Пол    | Финансијско посредовање   | Некретнине                    | Државна управа и одбрана             | Образовање           | Здравствени и социјални рад   |
| Мушки  | 0                         | 0                             | 1                                    | 14                   | 3                             |
| Женски | 0                         | 0                             | 2                                    | 5                    | 4                             |
| УКУПНО | 0                         | 0                             | 3                                    | 19                   | 7                             |
| Пол    | Остале услужне активности | Приватна домаћинства          | Екстериторијалне организације и тела | Непознато            | Непознато                     |
| Мушки  | 1                         | 0                             | 0                                    | 1                    | 1                             |
| Женски | 1                         | 0                             | 0                                    | 1                    | 1                             |
| УКУПНО | 2                         | 0                             | 0                                    | 2                    | 2                             |